# Melanie Oesch
Melanie Oesch, née le 14 décembre 1987 à Münsingen dans le canton de Berne, est une chanteuse et yodleuse suisse, faisant partie du groupe Oesch’s die Dritten.

## Biographie
Mélanie Oesch naît le 14 décembre 1987 à Münsingen, dans l'arrondissement administratif de Berne-Mittelland. Son père, Hansueli, est agriculteur, mais aussi facteur ; sa mère, Annemarie, est agricultrice et infirmière. Tous deux sont musiciens. Elle a deux frères cadets, Kevin et Mike.
Elle obtient sa maturité en 2006, avec option musique. Après un stage à La Poste, elle rejoint l'école de journalisme suisse (MAZ) (de) à Lucerne. Elle est monitrice de ski à Eriz de 2002 à 2009 et écrit des articles à la pige pour le Thuner Tagblatt (de) de 2005 à 2007. 
Elle est mariée et mère de deux enfants.
Elle vit à Unterlangenegg, dans la maison familiale, au-dessus de ses parents et de sa grand-mère.

### Parcours musical
Elle fait sa première scène en 1992.
Elle fait son premier album avec son groupe Oesch’s die Dritten en 1998.
En 2007, elle remporte le Musikantenstadl avec Oesch’s Die Dritten.

## Ouvrages
- (de) Elin, das Baumzwergenmädchen  (ill. Stefan Kahlhammer), Thoune, Weber Verlag, 2016, 50 p. (ISBN 9783038181170)[6]
- (de) Elin trifft neue Freunde  (ill. Christina Wald), Thoune, Weber Verlag, 2016, 59 p. (ISBN 9783038181774)